# オキナワスミレ
オキナワスミレ（沖縄菫、Viola utchinensis）は、スミレ科スミレ属の多年草。
学名は、ウチナー（沖縄本島）のスミレの意味。沖縄県恩納村万座毛の海岸断崖の斜面にのみ生息が確認されている。

## 分類
1938年に、天野（金城）鉄夫によって発見され、植物学者の小泉源一が新種として発表した。
和名は、はじめハイスミレと発表され、のちにマンザモスミレ、現在はオキナワスミレと呼ばれる。
タチツボスミレの仲間とされていたが、花柱の柱頭の形状による分類ではウラジロスミレの仲間とみなされる。染色体数は他のスミレ属の多くの種と異なり44で、分子系統解析による新たな分類も試みられている。

## 生態
隆起サンゴ礁で形成された石灰岩の隙間に生息する。高さは5-10cm。
全体に無毛で、羊皮紙様の肉厚で光沢のあるハート形の葉をもち、6cmほどの花柄に白色か淡紫色の5弁花を横向きにつける。
葉の大きさは、長さ13-24mm、幅12-22mmで、縁はギザギザになっているが角は丸く、色は上部が緑色で下部は淡緑色、両側に4本の葉脈があり、4cmほどの細い葉柄を持つ。
花の大きさは、13mmほどで、下弁に紫のすじがある。花期は2月から3月。
根は太く育ち、木質で多くの節を持つ根茎が分岐しながら岩間を斜めに走る。また、横向きに匍匐茎を伸ばし、その先に新株をつけて増えることができる。
果実は球形。葉より低い位置に実をつけ、中の種子はアリによって散布される。

## 保護
オキナワスミレの生息域を含む万座毛断崖の植物群落は、1972年5月12日に万座毛石灰岩植物群落として県指定天然記念物となっている。
生息地が限られ植被率も低いため、IUCNのレッドリストでは、絶滅危惧ⅠA類(CR)に分類されているが、環境省レッドリストでは、2006年に大きな集団が新たに発見され、約200個体の現存が報告されたこともあり、1段階低い絶滅危惧ⅠB類(EN)に分類されている。
沖縄県のレッドデータでは、絶滅危惧ⅠA類(CR)。